# Szczodrzykowo
Szczodrzykowo – osada w Polsce położona w województwie wielkopolskim, w powiecie poznańskim, w gminie Kórnik, w dolinie Średzkiej Strugi, przy drodze powiatowej nr 547 do Gądek
W latach 1975–1998 miejscowość administracyjnie należała do województwa poznańskiego.
Z XIII wieku pochodzą dokumenty, w których wymieniona jest wieś. Jej właścicielami byli synowie Jaracza (Szczedrzyk i Mroczko). W 1638 roku wieś przejęli Grudzińscy, a później Działyńscy. W 1789 roku istniały tu karczma i browar, a w XIX wieku folwark. Po II wojnie światowej w Szczodrzykowie utworzony został Kombinat PGR, rozbudowano wówczas wieś, powstało osiedle bloków mieszkalnych. W pobliżu przebiega linia kolejowa z Poznania do Ostrowa Wielkopolskiego. We wsi jest również zabytkowa gorzelnia z pierwszej połowy XIX wieku.